# Sabina Hörtner
Sabina Hörtner (* 16. Mai 1967 in Bruck an der Mur) ist eine österreichische Raum- und Medienkünstlerin.

## Leben
Sabina Hörtner erhielt ihre erste künstlerische Ausbildung an der HTBLVA Graz-Ortweinschule, an der sie von 1982 bis 1987 die Höhere Abteilung für bildnerische Gestaltung und Keramische Formgebung besuchte. Von 1987 bis 1989 absolvierte sie die dortige Meisterklasse für Malerei bei Gerhard Lojen. Anschließend studierte sie ab 1990 Bildhauerei an der Akademie der bildenden Künste Wien, wo sie eine Schülerin von Bruno Gironcoli war und 1995 mit Diplom abschloss. 1999 wurde sie durch das New Yorker International Studio Program (ISP) und ein Auslandsstipendium des Bundeskanzleramtes gefördert. 2001 erhielt sie den Preis des Bundeskanzleramtes im Rahmen des Förderungspreises des Landes Steiermark für zeitgenössische bildende Kunst.
Von 2001 bis 2004 war Hörtner als Vertragsassistentin am Institut für Zeitgenössische Kunst der Technischen Universität Graz tätig. Ab 2006 hielt sie sowohl dort als auch am Institut für Wohnbau der TU Wien und anderen Einrichtungen Lehrveranstaltungen ab.
Sabina Hörtner ist Mutter von zwei Töchtern und lebt in Wien und im Süden Niederösterreichs. Sie ist Mitglied der Künstlervereinigung Wiener Secession.

## Werk
Sabina Hörtner erschafft großflächige Rauminstallationen, indem sie vorhandene Außen- und Innenräume mit linearen Strukturen überlagert und so deren Wahrnehmung durch den Menschen beeinflusst. Als Werkzeuge setzt sie bevorzugt Edding-Filzstifte und farbige Klebebänder ein. Zudem verwendet sie Fotografien, Videos, Lichtinstallationen, Baugerüste und -folien sowie farbig gefasste Eisenstäbe, aus denen sie lineare Skulpturen gestaltet. Zu ihrem Gesamtwerk gehören eine Reihe von Kunst-am-Bau-Projekte und Interventionen im öffentlichen Raum.
Werke von Hörtner befinden sich unter anderem in den Sammlungen des Joanneum in Graz, des Museum Moderner Kunst Kärnten, der Albertina in Wien, der Neuen Galerie Klagenfurt, der Vienna Insurance Group und der Kern Foundation in Chicago.
Werke (Auswahl)

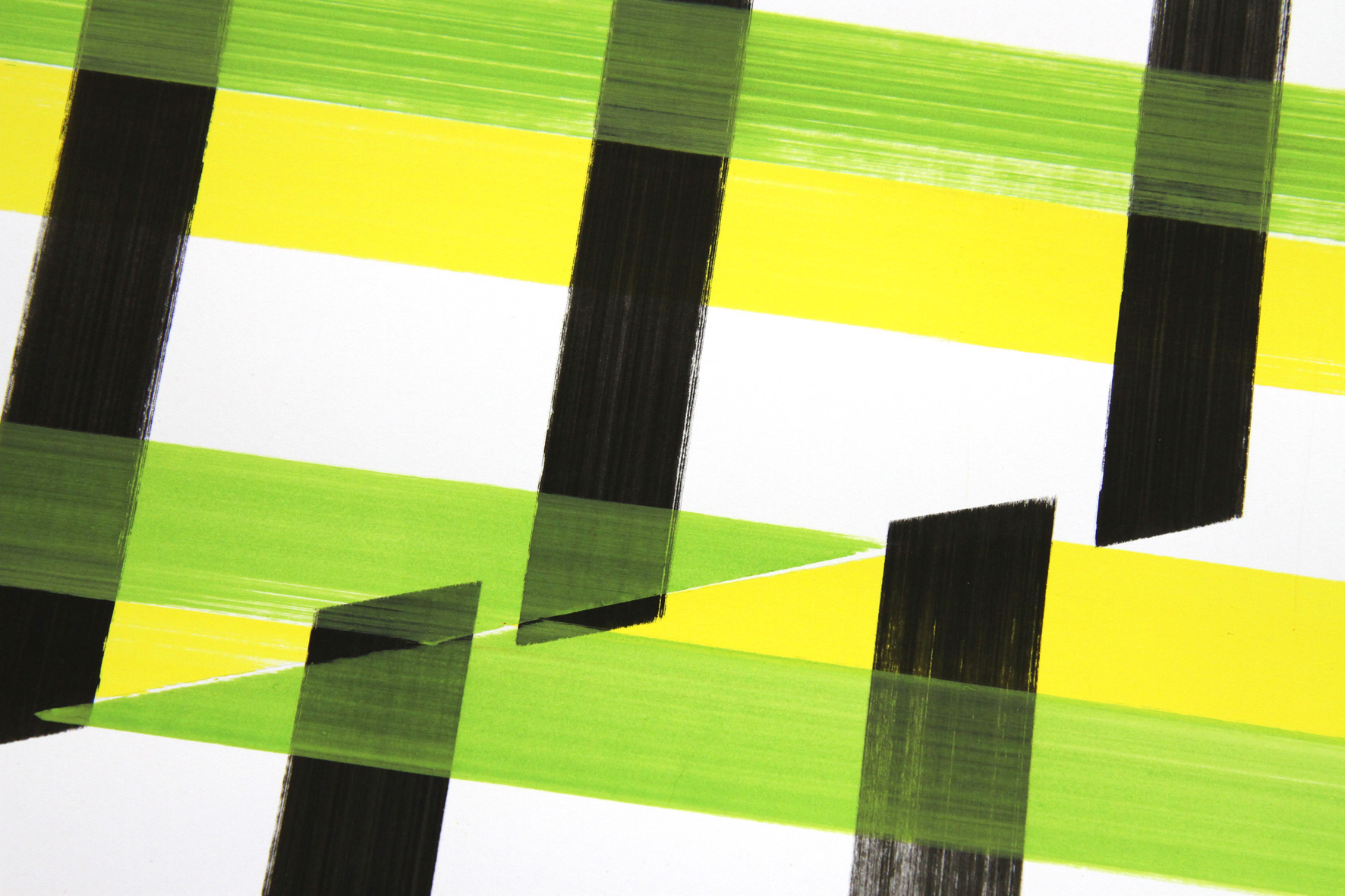
metermachen, detail, 2013, kunsthaus muerz

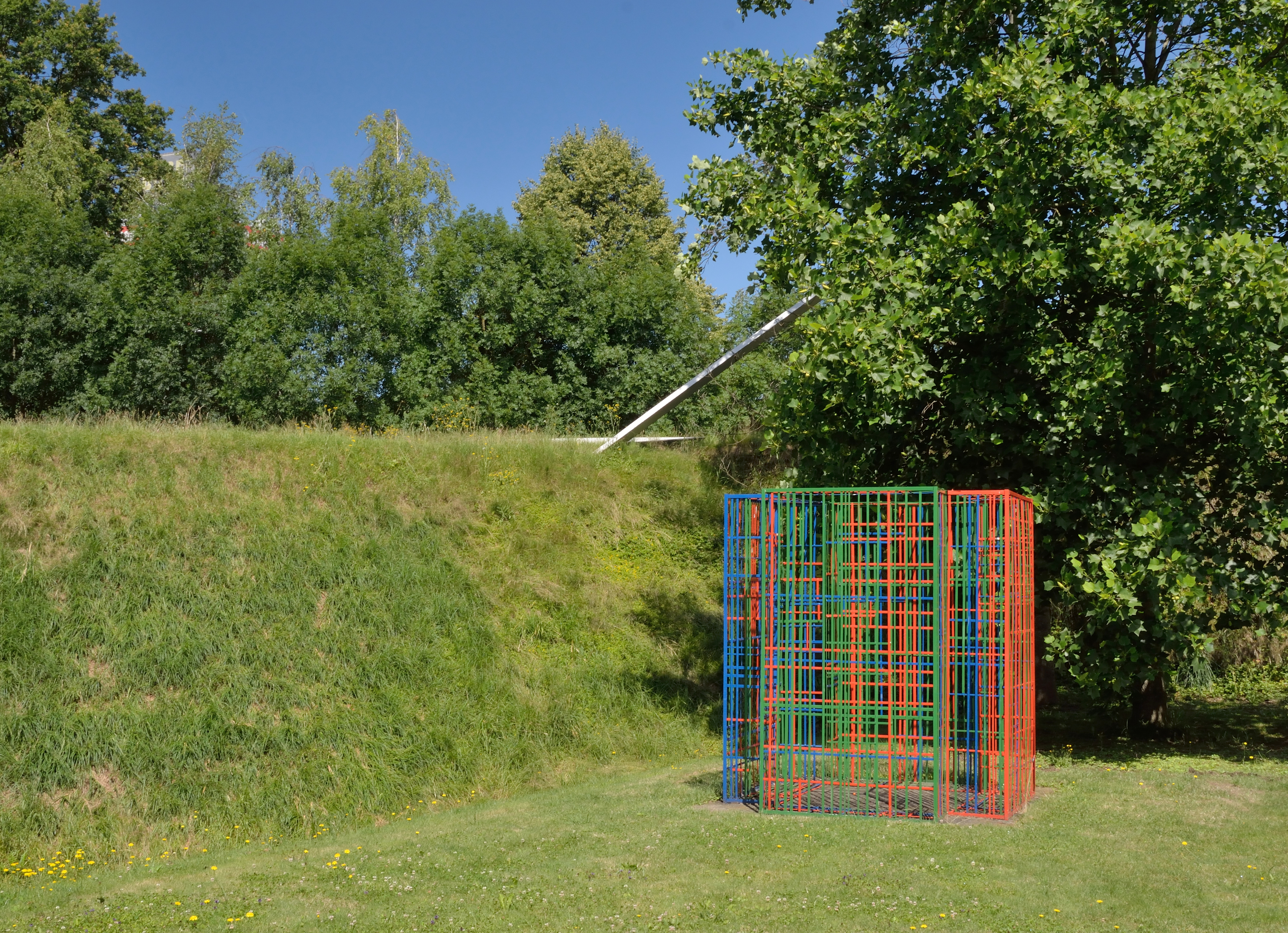
Skulptur aus lackiertem Eisen im Österreichischen Skulpturenpark (1993)

- 1989: Litfaßsäule, Schubertstraße 39, Graz, Projekt Kunst auf Zeit der Gruppe 77
- 1990: Plakatwand, Heinrichstraße 41, Graz, Projekt Kunst auf Zeit der Gruppe 77
- 1993: Skulptur, 4-teilig, je 220 × 120 × 40 cm, Bandeisen, Acryllack, Ausstellung Joanneum Ecksaal, Graz, seit 1994 im Österreichischen Skulpturenpark, Unterpremstätten
- 1993: Litfaßsäule, mit Günther Holler-Schuster, Erzherzog-Johann-Allee 3, Graz, Teil des Projektes Kunst auf Zeit der Gruppe 77
- 1995: Fassadengestaltung bei der Volksschule Frauenhofen[5]
- 1995: Skulptur 2T, Eisen, Autolack, Schlossberghotel, begrünter Innenhof, Kaiser-Franz-Josef-Kai 30, Graz
- 1997: Flyer für das Projekt „Call“ von Edda Strobl, in Telefonzellen, Graz
- 1999: Installation, weiße Klebefolie (d-c-fx Klebefolie/adhesive tape) auf weißer Wand an den Säulen der Kern Foundation, Chicago
- 1999: Rauminstallation / Video '4/28 - 5/2', International Studio Program, New York
- 2000: permanente Wandmalerei, Privatklinik Graz Ragnitz, Berthold-Lindner-Weg 15, Graz
- 2000: 27 - 4 - 9 5 - 30 5 - 11 6, Installation, Gerüst, Plastikfolie, Windmaschine, Videokamera, Galerie Grita Insam, Wien
- 2000: 6 5 - 6 13 - 7 5, d-c-fx Klebefolie/adhesive tape, Hong Kong, Para Site/Art Space
- 2000: temporäre Installation, Klebefolie auf Stiege (d-c-fx Klebefolie/adhesive tape), Ausstellung Cultural Sidewalk, Wien, Stiegengasse
- 2002: Celerys-Poster, Plakatwand, Projekt Kunst auf Zeit der Gruppe 77 (flat public), Graz
- 2003: Flash Dance, Installation (farbige Glühbirnen, Projektion), mit Martin Gansberger, Schloßbergrestaurant, Schloßberg 7, Graz, steirischer herbst
- 2003: 20+03 WOMENT!-ORTE, Künstlerisches Gestaltungskonzept für 23 Würdigungstafeln als Zeichen der Erinnerung an Frauen im öffentlichen Raum, Graz
- 2005/2006: Altargestaltung Wallfahrtskirche Breitenau (Altar, Ambo, Sessio, Ministrantenbank, Kredenztisch), in zwei Schichten Sicherheitsglas verpresste, bedruckte Folie (achtfarbiges Liniensystem), Nußholz
- 2008: Modulsystem aus schwenkbaren, in knappem Abstand von der Wand montierten 96 Metalltafeln (à 274 mm × 400 mm, pulverbeschichtet), 3M Folie, Kugelgelenke, Wandfarbe, Installation im Ambulanzbereich in Augenklinikum am LKH Graz
- 2008: OBG 19, temporäre Fassadengerüstinstallation, 3M Scal-50 Folie auf Gerüst, Otto-Bauer-Gasse 19, Wien
- 2009: 0905CN, temporäre Aluminium-Gerüst-Installation, Baustellennetze, 798 Art District, Quac Art Space, Peking
- 2011: 1904 m., Rauminstallation, sechs Papierbahnen à 470 × 105 cm, Gesamtgröße: 470 × 630 cm, Edding-Marker auf Papier, Ausstellung „Streng geometrisch“ im Museum Moderner Kunst Kärnten
- 2013: metermachen, Installation aus 732 Zeichnungen à 50 × 70 cm, Molotow-Marker auf Bristol-Karton,[6] Kunsthaus Mürzzuschlag[7]

## Ausstellungen (Auswahl)

### Einzelausstellungen
- 1992: Similar Poles, Theseustempel, Wien
- 1993: Joanneum-Ecksaal, Graz (mit Katalog)
- 1994: Galerie Freihausgasse, Villach
- 1995: Galerie im Alten Rathaus, Fürstenfeld
- 1996, 2000, 2004: Galerie Grita Insam, Wien
- 1997: Sabina Hörtner. 3.2.–2.3.97, Neue Galerie Graz[8]
- 2001: Neue Galerie Graz (Stiegenhaus, mit Katalog)
- 2002: 211102-081202, Kunsthaus Mürzzuschlag
- 2010: Keine zwei Stunden, Museum Moderner Kunst Kärnten
- 2022: Sabina Hörtner. stehenbleibengehen, Kunsthaus Mürzzuschlag[9]

### Ausstellungsbeteiligungen
- 1987: Art Beyond Barriers, Frauenmuseum Bonn (mit Katalog)
- 1990: Zwischenstand, Stadtmuseum, Graz (mit Katalog)
- 1991: 26. Internationale Malerwochen, Neue Galerie, Graz (mit Katalog)
- 1994: Styrian Window, Neue Galerie, Graz
- 1995: 24. Österreichischer Graphikwettbewerb, Ferdinandeum, Innsbruck
- 1996: Jenseits von Kunst, Ludwig Museum, Budapest
- 1998: Jenseits von Kunst, Museum van Hedendaagse Kunst Antwerpen
- 2001: Gerhard Lojen Retrospektive, Neue Galerie Graz / Bruseum
- 2002: Reale Malerei, Kunstraum Dornbirn
- 2003: Abstraction now, Künstlerhaus Wien
- 2004: Third Places, steirischer Herbst, Graz
- 2005: 16th drawing exhibition, Museum of Contemporary Art, Rijeka
- 2006: Blasser Schimmer, Kunstraum Niederoesterreich, Wien
- 2010: Ringturm.Kunst. Sammlung Vienna Insurance Group, Leopold Museum, Museumsquartier, Wien
- 2011: streng geometrisch, Museum Moderner Kunst Kärnten